# Songdo
Songdo, cuyo nombre completo es Songdo International Business District o Distrito de Negocios Internacionales de Songdo (en hangul, 송도신도시; en hanja, 松島新都市), es una ciudad internacional de negocios prevista para ser desarrollada en 607 hectáreas (6 km²) de tierra recuperada a lo largo del frente marítimo de Incheon, a 65 kilómetros (40 millas) al oeste de Seúl, en Corea del Sur y conectada al Aeropuerto Internacional de Incheon por un Puente de 12,3 kilómetros (7,4 millas), llamado Puente de Incheon. Junto con la Isla de Yeongjong y Cheongna, es parte de la Zona Económica Libre de Incheon.
La ciudad internacional de Songdo incluye un centro de convenciones, una escuela internacional, un museo, un centro cultural, un campo de golf Jack Nicklaus, y al noreste la Northeast Asia Trade Tower (NEATT), y la First World Towers. La Incheon Tower es parte de otra parcela, dentro de New Songdo City.  Se construirán escuelas de arte, hospitales, apartamentos, edificios de oficinas y servicios culturales de gama alta en la ciudad, a la que además se incorporarán réplicas de hitos arquitectónicos de todo el mundo, como el Central Park de Nueva York y los canales de Venecia. Está previsto que el inglés sea la lengua franca de la ciudad. Este proyecto de 10 años de desarrollo se estima que costará más de $40 mil millones de dólares. El proyecto aspira a hacer de la ciudad y de Corea del Sur el centro de negocios por excelencia de Asia. 
Cuando se complete en 2015, la infraestructura de la ciudad será un banco de pruebas para nuevas tecnologías, y en la propia ciudad se ejemplificará una forma digital de vida. "Va a ser una de las primeras ciudades del mundo en la que todos los sistemas de información - residenciales, médicos y comerciales - estarán vinculados." 
Songdo IBD development está llevando a cabo un proyecto conjunto internacional liderado por Gale Internacional y POSCO. El plan maestro fue diseñado por la oficina de Nueva York Kohn Pedersen Fox (KPF). El desarrollo de infraestructuras, mano de obra, y la financiación también están siendo proporcionados por la ciudad de Incheon.

## Historia
Con un total estimado de 35 mil millones de dólares que serán financiados completamente, la urbanización privada está diseñada para una población de 75.000 personas y 300.000 puestos de trabajo para los viajeros. El contratista es el grupo Gale y Proyectos Internacionales Posco E & C, el plan maestro es por el famoso estudio de arquitectura Kohn Pedersen Fox (KPF). Fue aprobado en 2003 después de dos años de planificación por las autoridades de planificación y su implementación comenzó de inmediato.